# Javra opaca
Javra opaca är en stekelart som först beskrevs av Thomson 1873.  Javra opaca ingår i släktet Javra och familjen brokparasitsteklar. Arten är reproducerande i Sverige. Inga underarter finns listade i Catalogue of Life.